# São Cândido (Caratinga)
São Cândido é um distrito do município brasileiro de Caratinga, no interior do estado de Minas Gerais. Segundo o censo demográfico de 2022, realizado pelo Instituto Brasileiro de Geografia e Estatística (IBGE), sua população era de 2 712 habitantes e havia 1 057 domicílios particulares permanentes ocupados. Possui área de 149,78 km² conforme a Fundação João Pinheiro (FJP).
De acordo com o IBGE, em 2010 a população era de 3 140 habitantes e havia 1 331 domicílios particulares.

## História
O distrito foi criado pela lei estadual nº 1.039 de 12 de dezembro de 1953. Limita-se com os municípios de Santana do Paraíso, Ipaba (Vale Verde de Minas), Vargem Alegre e Iapu.
Em 26 de novembro de 1995, os habitantes decidiram mediante plebiscito que o distrito deveria pertencer a Ipatinga, decisão que não foi acompanhada pela Assembleia Legislativa de Minas Gerais (ALMG), instituição que pediu ao TRE que arquivasse a mudança.
São Cândido ainda pertence a Caratinga, de forma contrária ao resultado da votação, mesmo se localizando mais próximo de municípios da Região Metropolitana do Vale do Aço, como Ipatinga e Santana do Paraíso. A anexação poderia ocorrer juntamente ao distrito de Cordeiro de Minas.